# 20217 Kathyclemmer
20217 Kathyclemmer è un asteroide della fascia principale. Scoperto nel 1997, presenta un'orbita caratterizzata da un semiasse maggiore pari a 3,0338651 UA e da un'eccentricità di 0,0856625, inclinata di 7,99079° rispetto all'eclittica.